# 51e Bergkorps
Het 51e Bergkorps (Duits: Generalkommando LI. Gebirgs-Armeekorps) was een Duits legerkorps van de Wehrmacht tijdens de Tweede Wereldoorlog. Het korps vocht zijn hele bestaan aan het Italiaanse front.

## Krijgsgeschiedenis

### Oprichting
Het 51e Bergkorps werd gevormd op 15 augustus 1943 in Wenen in Wehrkreis XVII. Het korps werd opgericht als vervanging voor het in de Slag om Stalingrad vernietigde 51e Legerkorps.

### Inzet en einde

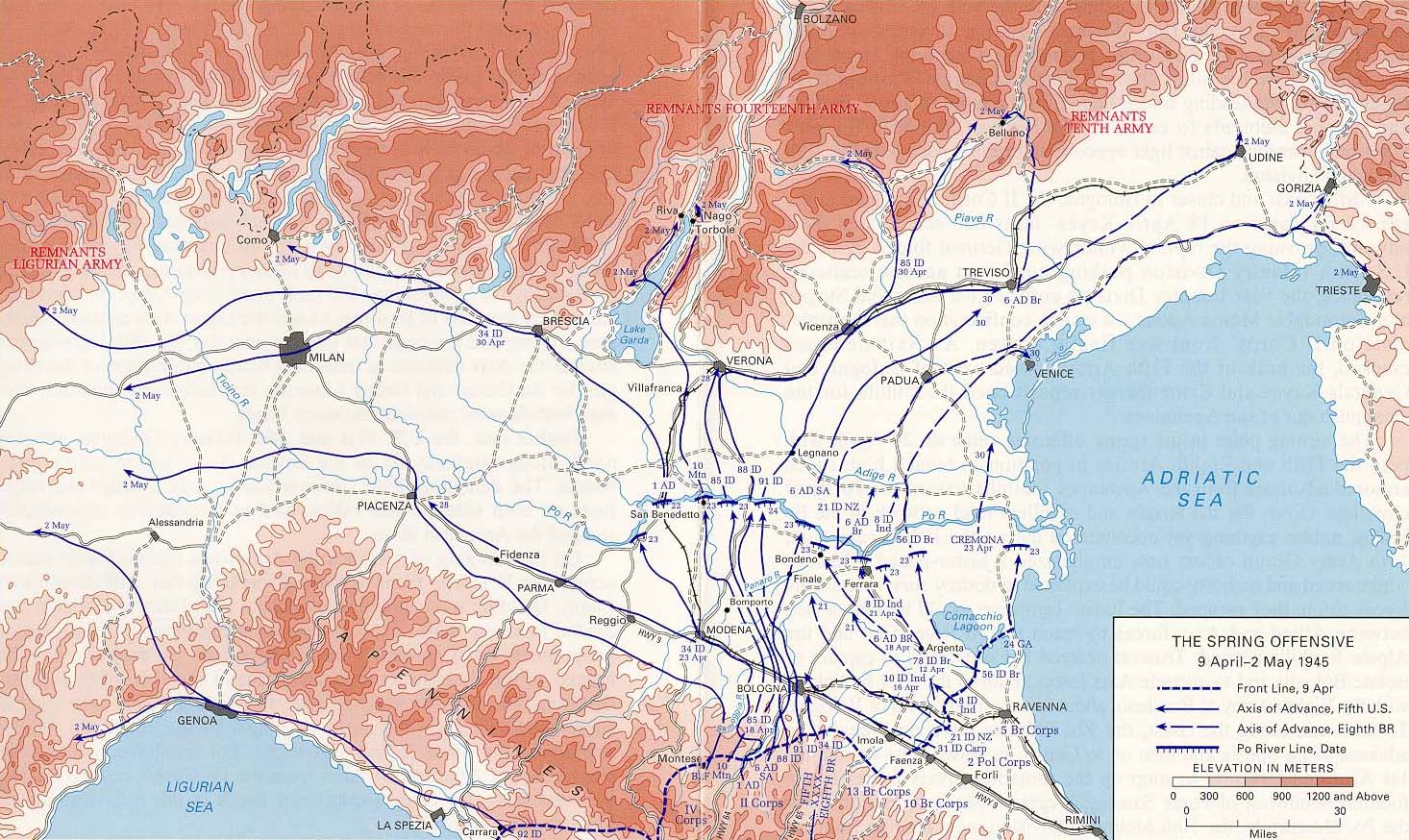
Geallieerde Voorjaarsoffensief 1945

Het korps werd vrijwel direct naar Italië verplaatst, als verantwoordelijk korps voor alle Duitse strijdkrachten in het Noord-Italiaanse gebied. Met hoofdkwartier in Abetone in de Toscane bleef het korps dit gedurende enkele maanden doen. Intussen waren de geallieerden zich noordwaarts aan het vechten over de Italiaanse laars. Het korps werd nodig in de frontlijn en werd daarom vanaf januari 1944 aan het Cassino-front ingezet. Niet direct in de Slag om Monte Cassino, maar het korps verdedigde het front aan de Adriatische zijde, in de buurt van Pescara. Midden mei 1944 werd Monte Cassino opgegeven door de Duitsers en begon een algehele terugtocht. Het korps vocht zich gedurende enkele maanden terug via midden Italië en de Apennijnen. Dit ging via het Sieve-dal en Firenzuola naar Forlì. Daar kwam de terugtocht in augustus tot staan aan de Gotenstellung. Ten tijde van het Britse offensief Operatie Olive, eind augustus 1944, had het korps een frontlijn van 130 km te verdedigen met 5 divisies. Vervolgens kreeg het korps in November 1944 een frontsegment toegewezen aan de Ligurische kust, vlak bij La Spezia. De Gotenstelling bleef min of meer intact gedurende de winter van 1944/45. Pas toen de geallieerden op 9 april 1945 hun voorjaarsoffensief inzetten, begonnen de frontlinies weer te schuiven. Hoewel niet direct aangevallen, werd het korps gedwongen terug te trekken aangezien de geallieerden vanaf Bologna en Argenta de Povlakte binnenstroomden. Het korps trok terug richting het noorden richting Brescia.
Op 2 mei 1945 capituleerde het 51e Bergkorps als onderdeel van de totale capitulatie van Heeresgruppe C in Italië.

## Bovenliggende bevelslagen
| Leger     | Legergroep     | Plaats/regio        | Begin            | Eind             |
| --------- | -------------- | ------------------- | ---------------- | ---------------- |
| --        | Heeresgruppe B | Noord-Italië        | september 1943   | 26 november 1943 |
| 14. Armee | Heeresgruppe C | Noord-Italië        | 26 november 1943 | 2 februari 1944  |
| 10. Armee | Heeresgruppe C | Adriatische front   | 2 februari 1944  | november 1944    |
| 14. Armee | Heeresgruppe C | La Spezia, Povlakte | november 1944    | 2 mei 1945       |

## Commandanten
| Rang                      | Naam                    | Begin            | Eind            |
| ------------------------- | ----------------------- | ---------------- | --------------- |
| General der Gebirgstruppe | Valentin Feuerstein     | 25 augustus 1943 | 24 januari 1945 |
| General der Artillerie    | Friedrich-Wilhelm Hauck | 24 januari 1945  | 2 mei 1945      |